# Henri de Wolf (kunstschilder)
Henri Cornand Vincentius Maria de Wolf (Magelang, Indonesië, 30 juni 1938 - Groningen, 1 januari 1986) was een Nederlandse beeldend kunstenaar, actief als wandschilder, politiek tekenaar, schilder, tekenaar, beeldhouwer en grafisch ontwerper.

## Leven en werk
Henri de Wolf werd geboren als zoon van een KNIL-militair. In 1951 kwam het gezin naar Nederland. De Wolf ontving zijn opleiding aan de Academie Minerva in Groningen en bij Studio W.D.R. in Keulen.
In 1965 exposeerde hij in het Groninger Museum samen met z’n vrienden Edu Waskowsky, Martin Tissing en Jo van Dijk als de groep Gr4k. In 1972 richtte hij de kunstenaarsgroep Galerie Forma Aktua op. In 1981 werd Stichting Forma Aktua Pinakotheek opgericht en in 1983 werd de galerie gerealiseerd.
De Wolf is bekend van onder andere de gedenksteen 100 jaar Sociaal-Democratische Bond in de Folkingestraat (zijgevel café de Beurs) en de 5 Mei-vlag aan de Nieuwstad in Groningen. Deze vlag werd gemaakt als onderdeel van een bevrijdingskunstproject, het was de bedoeling vijf vlaggen in de stad te plaatsen. Het gemeentebestuur stond hier niet achter en het project werd verder niet uitgevoerd.
Henri was een fervent jazzliefhebber en maakte menig jamsessie onveilig met zijn trompet. Naar aanleiding van het gerucht dat de Groninger Jazzmarathon met opheffing werd bedreigd, werd in 1984 op initiatief van De Wolf en enige prominente jazzkenners een jaarlijkse prijs voor Groninger musici in het leven geroepen, de Forma Aktua Jazzprijs. Na zijn dood in 1986 werd de prijs naar hem vernoemd: de Henri de Wolf Jazzprijs.

## Werken

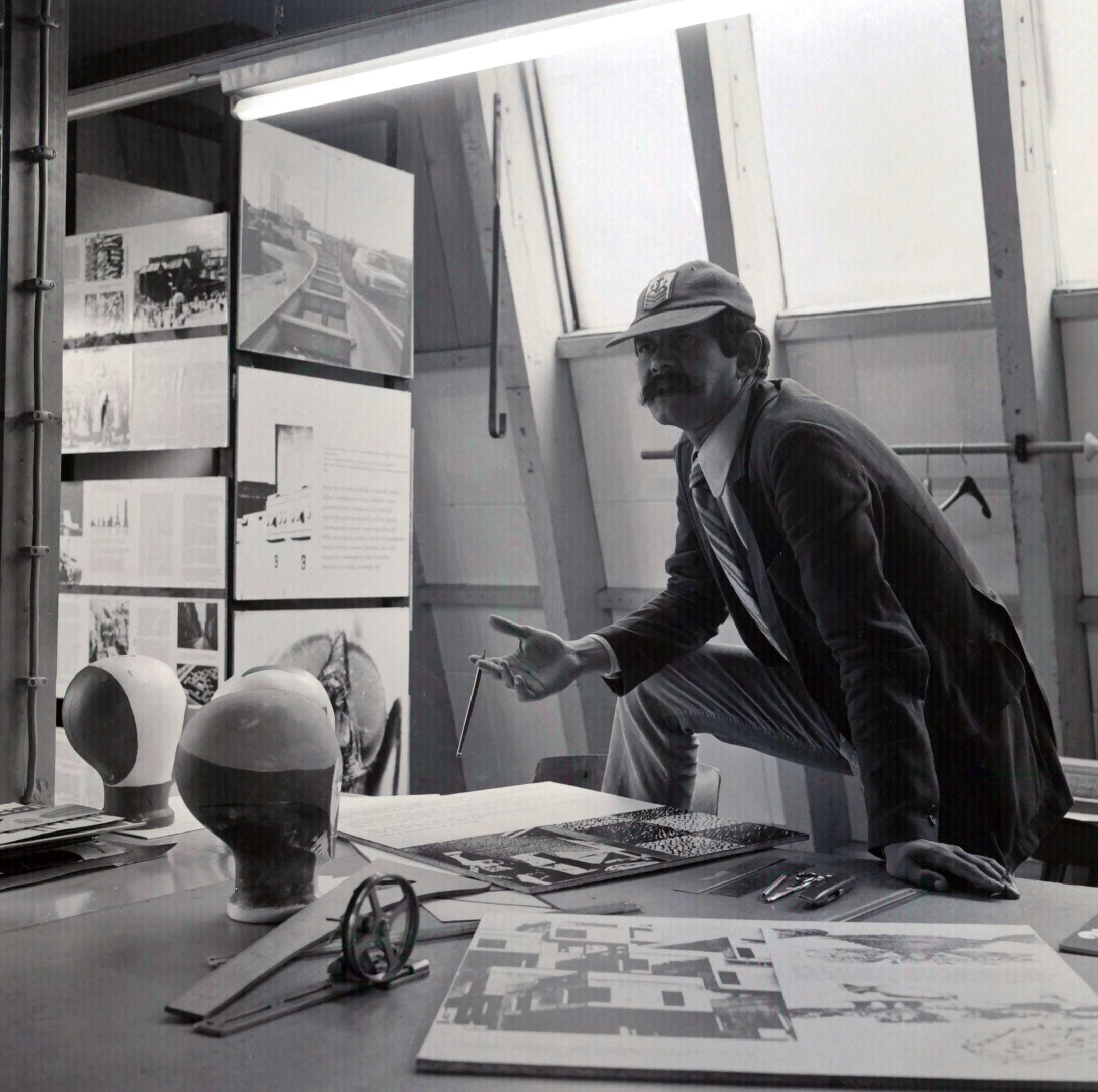
Eigen atelier, 1972
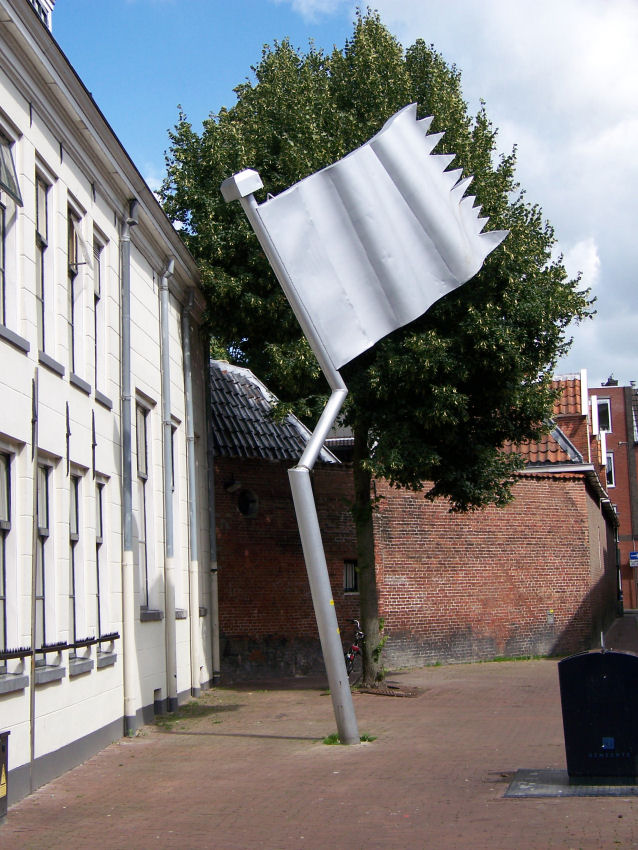
5 Mei-vlag, Groningen
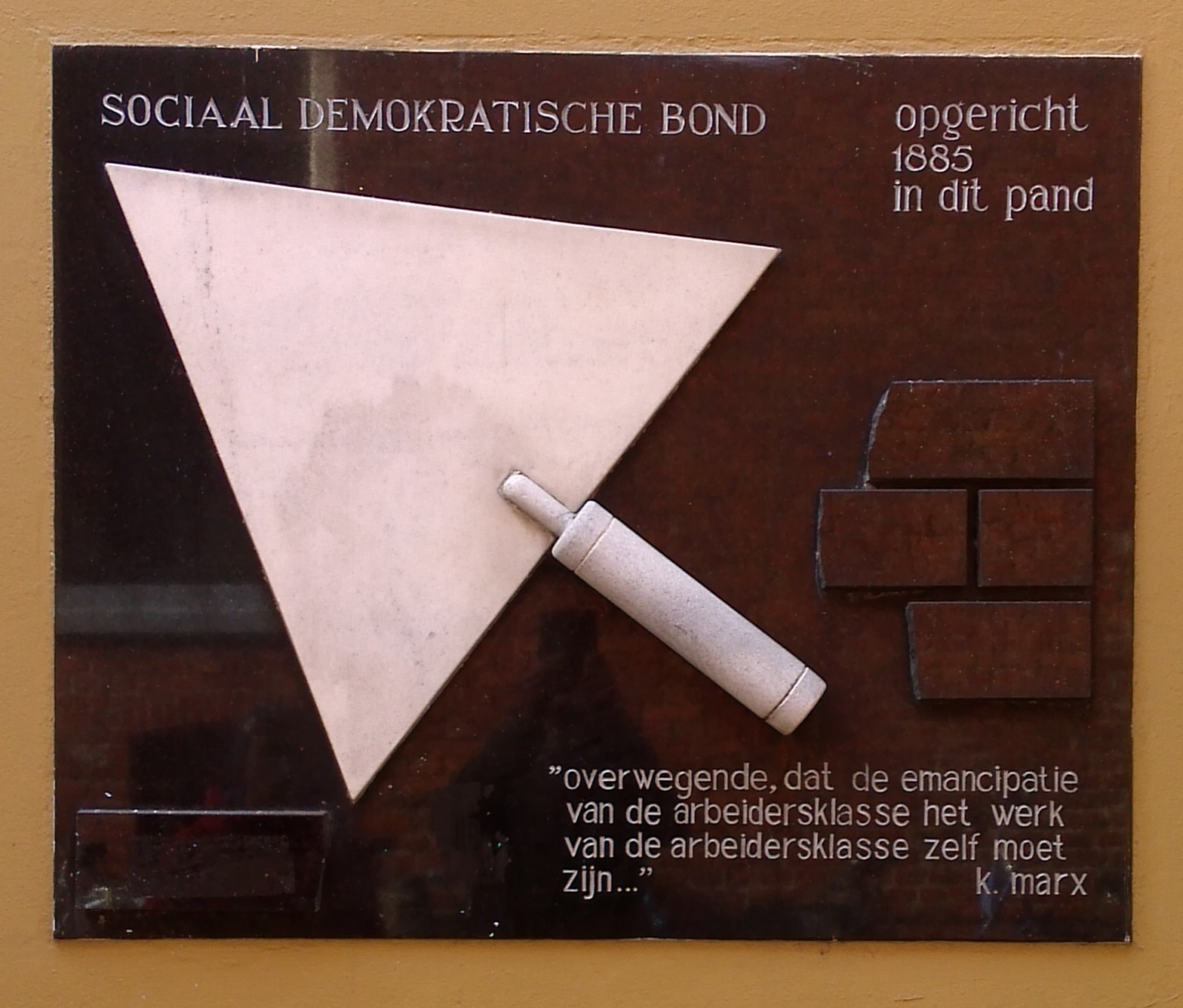
SDB-gedenksteen (Groningen)